# SV Wilhelmshaven
Maillots
Le SV Wilhelmshaven '92 est un club allemand de football basé à Wilhelmshaven.

## Historique
- 1905 : fondation du club sous le nom de FC Deutschland Wilhelmshaven
- 1912 : absorption du Heppenser BSV
- 1924 : fusion avec le VfB Wilhelmshaven en Wilhelmshavener SV 1906
- 1939 : fusion avec le VfL 1905 Rüstringen en SpVgg 1905 Wilhelmshaven
- 1945 : fermeture du club
- 1952 : refondation du club sous le nom de SpVgg 1905 Wilhelmshaven
- 1972 : fusion avec le TSV Germania 1905 Wilhelmshaven en SV 1972 Wilhelmshaven
- 1992 : fusion avec le TSR Olympia Wilhelmshaven en Wilhelmshaven '92
- 1993 : le club est renommé SV Wilhelmshaven '92